# 布洛陀
布洛陀（壮文：Baeuqloegdoz或Baeuqlozdoz；“知道得很多的公公”）是壮族神话中的创世大神和男始祖。有关他的神话，既有散文体又有诗歌体，两种形式体裁同时在民间流传；内容上，若是被当作巫教经文的，则多含浓重的宗教色彩，其他都大同小异，只是某些章节、情节、细节或有或缺而已。
布洛陀史诗是一部古老而又宏伟的创世史诗。它以诗歌的语言和形式，形象生动地叙述了宇宙天地的形成、日月星辰的产生、人类的起源、千种万物的来历，以及原始先民们的生活和斗争，热情地赞颂了布洛陀这位半神半人的壮族男始祖神及其创世的伟大业绩。

## 流传及整理状况
布洛陀史诗主要流传于广西红水河流域、右江流域及左江流趋的广大壮族地区，云贵南、北盘江流域的壮语和布依语地区亦有流传。除一般的口头流传(一般的口头传唱内容多不完整)，许多地方都有古壮字手抄本，且多为巫师或道公保存。
平时在民间，一般是逢全寨或全族性的喜庆，或者重大节日才开唱，这必须唱全诗，而且要请最高明的巫师或歌手来唱。在举行这项活动的时候，每个人都务必以极其严肃的态度和无比虔诚的心情来参加。演唱者必须事前认真做好准备，不仅要再三温习诗的内容，而且要戒嘴(不吃狗肉和牛肉)三天，修身(洗浴后无房事)七天，可见其要求之严。凡能从头至尾喃唱，一句不漏、一字不差者，便被誉为“歌王”而深受人们的尊敬和夸奖。据说过去曾有人用一头牛作为学费，翻山过岭去向负有盛名的歌王投师，请他传教“布洛陀”。
此外，过去有些地区，男女青年对唱山歌找对象，当恋情发展到一定程度时，也往往以是否会唱“布洛陀”作为考察对方才华的最高标准。双方各自选唱一些篇章，要唱一整夜，如果都能顺利唱完，那彼此就称心如意了。
布洛陀在壮族人心中分量很重，有民歌唱道：“百张好树叶，难凑花一朵。千百本厚书，不比布洛陀。” 对布洛陀神话及其史诗的搜集整理始于20世纪50年代。1958年，广西壮族文学史编辑室搜集到流传于桂西各县的散文体《陆驮公公》(后改题为《保洛陀》)。1978年，广西民间文艺家协会在采风中搜集到“招谷魂”、“招牛魂”的师公唱本，1980年又搜集到两本内容较完整的唱本，但因种种原因未能出版；1984年，周朝珍口述、何承文整理并发表了长篇神话《布洛陀》，这是流传于右江及红水河一带的，是散文体中内容较全面和丰富的一篇；1985年，罩承勤根据在广西东兰、巴马搜集到的师公唱本整理出了创世史诗《布洛陀》；1988年，广西少数民族古籍整理出版规划领导小组调动了各方面的积极性，从各地搜集到《布洛陀经诗》手抄本二十二本，并经翻译整理，于1991年出版了用五种文种(原文古壮字、新壮文、国际音标、汉对译、汉意译)对照朗《布洛陀经诗(译注)》(广西人民出版社出版)。1992年，贾承勤又根据流传于红水河中下游的“摩兵”派师公唱本，翻译并用四种文种(原文古壮字、汉对译、壮文、汉意译)对照，出版了《摩兵布洛陀》(张元生等的《古壮字文献选注》，天津古籍出版社出版)。
《布洛陀经诗》是较有代表性的版本，根据已搜集到的二十二个手抄本综合整理而成。其整理小组通过对二十二个手抄本的八万多行翻译资料反复研究后确定以版本较古老、内容较完整的本子作为基础本，一类内容为创5天地万物，另一类内容为伦理道德、宗教禁忌。对原手抄本选材均整章整节缀用，不作任何修改补充。

## 内容
《经诗》的篇章，除“序歌”外，共有七篇：造天地、造人、造万物造土官皇帝、造文字历书、伦理道德、祈祷还愿等。有些篇因内容多样，下面分有章节。各篇的基本内容大致如下：
《经诗》共有25个章节，5741行。从全诗的内容来看，它在纵的方面，上溯到人类蒙昧时代以至荒古混沛时代，下迄原始社会瓦解甚至阶级社会早期，上下千万年，各章都是由古至今地加以叙述；在横的方面，它广泛地触及了各个历史时期的社会生产、生活以及宗教活动等，从天上到地上，从神到人，从宇宙天地的形成到千种万物的来历，从实际生活到宗教信仰、伦理道德，方方面面，几乎无不为它所描述和反映。透过这部经诗可窥见史前壮族社会的一些基本面貌；看到壮族原始先民们的某些生活和斗争情况。